# 테오도리크 (니벨룽기드)
테오도리히(Theodoric, ?~877)는 프랑크 왕국의 귀족으로 니벨룽기드(Nibelungides) 가문의 일원으로, 카롤루스 마르텔의 이복 형제인 힐데브란트의 후손이다. 그는 부르고뉴 백작과 Baugy의 통치자 니벨룽 3세의 아들이었다 .
그의 정확한 삶의 행적은 알려지지 않았다. 그는 876년 당시에는 베르망두아 백작으로 재직 중이었고, 동시에 마콘의 백작 및 오툉 백작이었다. 사망년대는 877년경으로 추정된다. .
그는 Saint-Quentin 주변의 토지를 소유하고 있으며, 그곳은 Soapons and Meaux의 평신도 수도원을 소유하였다.
이름을 알 수 없는 아내와의 사이에서 성년기때까지 살아남아 결혼 한 같은 이름의 아들 테오도리크와, 이름이 알려지지 않은 딸이 한 명있었다. 이 이름이 알려지지 려지지 않은 그의 딸은 상리스의 피핀 (이탈리아의 왕 베른하르드의 서자)￼￼￼과  결혼했고 아마도 헤르베르트 1세 백작의 어머니로 추정된다.

## 참고 문헌
- Christian Settipani, La Préhistoire des Capétiens (Nouvelle histoire généalogique de l'auguste maison de France, vol. 1), Villeneuve d'Ascq, éd. Patrick van Kerrebrouck, 1993, 545 p.(ISBN 978-2-95015-093-6)